# Sam Devinck
Sam Devinck (27 februari 1988) is een Belgisch profvoetballer. Toen hij 5 jaar was is hij bij VV Westkapelle beginnen voetballen en speelde er 2 jaar bij de duiveltjes. Toen heeft hij zich bij Club Brugge aangesloten, na 10 jaar heeft hij de overgang gemaakt naar stadsrivaal Cercle Brugge. Sinds het seizoen 2008-2009 behoort hij tot het A-team als verdediger. Devinck speelde een belangrijke rol bij de beloften maar in het A-team kwam hij tot nu toe nog niet aan spelen toe. In 2009 werd hij uitgeleend aan FCV Dender, dat hem later definitief overnam. Van januari 2011 tot juni 2011 speelde hij op uitleenbasis voor HSV Hoek. Sinds augustus van dat jaar is hij aangesloten bij KSK Maldegem. Sinds 2014 neemt hij echter de positie van centraal verdediger waar in SVV Damme. 